# Jerzy Antoni Nawrotek
Jerzy Antoni Nawrotek, przybrane nazwisko: Jerzy Bukowski, ps. Medyk, Jeżyk (ur. 12 sierpnia 1922 w Kaliszu, zm. 29 listopada 2014 w Koninie) – polski lekarz, społecznik, harcerz, żołnierz Armii Krajowej i powstaniec warszawski.

## Życiorys

### Młodość
Był synem Antoniego i Stefani Nawrotków, którzy w okresie przedwojennym przenieśli się z Kalisza do Konina. Od 1933 roku należał do konińskiej, gimnazjalnej drużyny harcerskiej.

### II wojna światowa
W sierpniu 1939 roku powołano go do pełnienia pomocniczej służby wojskowej w Komisji Poborowej Środków Transportu. 
Na początku okupacji niemieckiej przeniósł się do Warszawy. Był słuchaczem tajnych kompletów prowadzonych przez Liceum im. Adama Mickiewicza w Warszawie, a oprócz tego pracował w fabryce silników elektrycznych na ulicy Terespolskiej i potajemnie studiował medycynę (przyjęty warunkowo, pomimo braku posiadania "dużej" matury) w Szkole Zawodowej dla Kształcenia Pomocniczego Personelu Lekarskiego Doktora Zaorskiego.
W maju 1943 roku został żołnierzem Kedywu.
Brał udział w rekwirowaniu broni oraz samochodów od Niemców. 8 marca 1944 roku, wraz kilkoma innymi członkami ruchu oporu, przejął niemiecki wóz pancerny. W późniejszym czasie ochraniał przewóz broni dla AK przez Warszawę.  
Jako żołnierz Armii Krajowej walczył w Powstaniu Warszawskim w zgrupowaniu „Radosław”, Oddział Dyspozycyjny „Broda 53”, kompania „Topolnicki”. Został ranny w głowę 5 sierpnia 1944 roku podczas zdobywania „Gęsiówki”, jednak do oddziału powrócił już po dwóch dniach.
Uczestniczył w walkach na cmentarzach Woli oraz na terenie byłego getta. Był jednym z obrońców ostatniej pozycji powstańczej przy ul. Wilanowskiej 1 na Czerniakowie. W powstaniu przeszedł szlak bojowy od Woli, przez Stare Miasto, warszawskie kanały, Śródmieście, kończąc na Górnym Czerniakowie. Po kapitulacji powstania wyszedł z Warszawy wraz z ludnością cywilną. Następnie przebywał w obozie przejściowym w Pruszkowie.

### Czasy powojenne
Po wojnie ukończył studia medyczne na Uniwersytecie Jagiellońskim.
W 1948 roku podjął pracę w Szpitalu Powiatowym w Jędrzejowie. W 1949 roku ukończył Kurs Przeszkolenia Oficerów w Łodzi. Od tej chwili służył jako lekarz wojskowy w Wojskowym Szpitalu Klinicznym w Łodzi, w jednostce nr 1904 w Szpitalu Wojskowym na Wyspie Wolin i w jednostce nr 1326 w Batalionie Obrony Przeciwchemicznej w Miliczu. Od 1955 roku dowodził jednostką nr 1271 Batalionu Sanitarnego w Gubinie w składzie Dywizji Pancernej.
W 1957 roku wrócił do Konina, gdzie rozpoczął pracę w szpitalu powiatowym. Od 1964 roku kierował stacją konińskiego pogotowia ratunkowego, dla którego sprowadził jedną z pierwszych w kraju karetek reanimacyjnych. Od 1979 roku był kierownikiem Wojewódzkiej Poradni Chirurgicznej. W 1987 roku został mianowany stałym zastępcą Rzecznika Dobra Służby Zdrowia. Przez wiele lat pełnił funkcję Rzecznika Odpowiedzialności Zawodowej Lekarzy.
W 1989 roku przeszedł na emeryturę, jednak do połowy lat 90 pracował w poradni chirurgicznej, a do 2002 roku orzekał jako lekarz w orzecznictwie powypadkowym.
Działał w Polskim Czerwonym Krzyżu (pełnił funkcję wiceprezesa Zarządu Powiatowego oraz członka Zarządu Wojewódzkiego). Od 1957 roku należał do Ligi Obrony Kraju i Polskiego Towarzystwa Lekarskiego. Był współzałożycielem i pierwszym prezesem Towarzystwa Przyjaciół Konina, a od 1987 roku pełnił funkcję wiceprezesa. Od 1979 roku był członkiem Związku Bojowników o Wolność i Demokrację.  
Należał do Światowego Związku Żołnierzy Armii Krajowej oraz do Środowiska Batalionu „Zośka” w Warszawie.
Zmarł 29 listopada 2014 roku w Koninie. Pogrzeb Jerzego Nawrotka odbył się kilka dni później – 3 grudnia, w kościele parafialnym pod wezwaniem św. Wojciecha w Morzysławiu. W uroczystościach pogrzebowych wzięła udział m.in. asysta honorowa 33. Bazy Lotnictwa Transportowego w Powidzu. Spoczął na lokalnym cmentarzu komunalnym.

## Ordery i odznaczenia
Dwukrotnie odznaczony Krzyżem Walecznych, Krzyżem Kawalerskim Orderu Odrodzenia Polski, Warszawskim Krzyżem Powstańczym, Krzyżem Armii Krajowej, Medalem za Warszawę, Krzyżem Partyzanckim, Srebrnym Krzyżem Zasługi z Mieczami, Odznaką Weterana Walk o Niepodległość, Odznaką za Zasługi dla Miasta Konina, Odznakami Honorowymi PCK (I-IV stopnia) oraz Odznaką „Zasłużony Działacz LOK”.